# Gare de Turckheim
La gare de Turckheim est une gare ferroviaire française de la ligne de Colmar-Central à Metzeral, située sur le territoire de la commune de Turckheim dans le département du Haut-Rhin en région Grand Est.
Elle est mise en service en 1868 par la Compagnie des chemins de fer de l'Est.
C'est une halte voyageurs de la Société nationale des chemins de fer français (SNCF), desservie par des trains TER Grand Est.

## Situation ferroviaire
Établie à 237 mètres d'altitude, la gare de Turckheim est située au point kilométrique (PK) 5,871 de la ligne de Colmar-Central à Metzeral, entre les gares d'Ingersheim et de Saint-Gilles.
Gare d'évitement, elle dispose d'une deuxième voie pour le croisement des trains.

## Histoire
La station de Turckheim est mise en service le 3 décembre 1868 par la Compagnie des chemins de fer de l'Est lors de l'ouverture à l'exploitation de la ligne de Colmar à Münster. Le concessionnaire de ce chemin de fer d'intérêt local est la ville de Münster qui après l'avoir fait construire en a confié l'exploitation à la compagnie de l'Est.
Après la défaite de la France dans la Guerre franco-allemande de 1870 et l'annexion de l'Alsace-Lorraine, l'État allemand rachète à la municipalité de Münster la ligne, et donc la gare, le 12 décembre 1871.

## Fréquentation
De 2015 à 2024, selon les estimations de la SNCF, la fréquentation annuelle de la gare s'élève aux nombres indiqués dans le tableau ci-dessous.
| Année     | 2015   | 2016   | 2017   | 2018   | 2019   | 2020   | 2021   | 2022   | 2023   | 2024   |
| --------- | ------ | ------ | ------ | ------ | ------ | ------ | ------ | ------ | ------ | ------ |
| Voyageurs | 50 446 | 49 115 | 49 480 | 40 872 | 47 400 | 28 530 | 28 166 | 41 049 | 49 445 | 43 974 |

## Service des voyageurs

### Accueil
C'est une halte SNCF, point d'arrêt non géré (PANG) à accès libre. Elle est équipée d'automates pour l'achat de titres de transport.
La traversée des voies et le passage d'un quai à l'autre s'effectuent par le passage à niveau routier.

### Desserte
Turckheim est desservie par les trains TER Grand Est (Ligne de Colmar-Central à Metzeral).

### Intermodalité
Un parc pour les vélos et un parking pour les véhicules y sont aménagés.
À une centaine de mètres, l'arrêt Place de la République est desservi par des bus des lignes 8 et 25 du réseau de Transports de Colmar et environs (Trace).